# Vangdue Phodrang dzong
Vangdue Phodrang dzong stoji na lokaciji enakega imena, ki je središče okraja Vangdue Phodrang v  Butanu.

## Zgodovina
Dzong (trnjavski samostan) je dal pozidati Šabdrung Ngavang Namgjal leta 1638. Stoji na dvignjenem terenu med rekama Punatsang Čhu in Dang Čhu. Lokacija je bila izbana zaradi strateškega in dvignjenega položaja nad področjem dveh dolin. Izvor imena naj bi bil po ustnem izročilu ime dečka Vangdi-ja, ki se je igral v reki. Po drugem izročilu pa naj bi ime prišlo iz pomena 'spečega slona', saj naj bi neki starec ustanovitelju dzonga predlagal, da zgradi grad (dzong) na grebenu sotočja dveh rek, kar naj bi združilo deželo. Po tretji zgodbi pa naj bi zaupnik Žabdrunga na terenu iskal primeren kraj za postavitev dzonga in nad tem mestom so krožili štirje ptiči, ki so potem razkropili na štiri strani neba. To je bil za vladarja znak, da je treba na tem mestu zdraditi dzong. Resnični graditelji gradu naj bi bili ljudje iz kraja Vang in Shar Dar Gyar ter prebivalci vasi Ričengang. Leta kasneje je dzong dogradil Tenzin Rabgje. Poleg štirinadstropnega stolpa (utse) je dodal še en dvonadstropni stolp. Te dozidave je nadziral guverner Geduen Čophel. Sedmi guverner Vangdue Phodranga, Sonam Lhendup, je prav tako dozidal nekaj zgradb in na dzong pripeljal kip Bude. Sčasoma je mogočen lokalni veljak Kavang Sangje dzong razširil proti sedanjemu mestecu.

## Propad in obnova
Leta 1837 je bil dzong popolnoma uničen v požaru, vendar je bil spet obnovljen. Za časa lame Neten Peldena Singje je dzong močno poškodoval potres leta 1897, po katerem je bil ponovno obnovljen. Upravitelj (dzongpon) Domčung je opravljal obnovitvena dela. V času vladanja kralja Jigme Dorji Vangčucka je bil obnovljen pod nadzorom Dronyer Peme Vangdija.
Pod dzongom so ostanki starega mostu čez reko Punatsangchu, ki je bil zgrajen leta 1685. Ta most je zgradil znan zidar po imenu Drakpa iz vasi Rinčengang. Kot zaščita pred poplavami je bilo pri temeljih mostu postavljeno svetišče posvečeno Mitrugpi (Akšobja). Povodenj leta 1968 je celoten most odnesla, vendar je svetišče ostalo nedotaknjeno. Poleti leta 2012 je dzong zajel velik požar, ki je popolnoma uničil 374 let staro poslopje, v katerem je živelo 200 menihov. Sedaj potekajo obnovitvena dela, ki naj bi bila končana do leta 2018.
Celoten kompleks je prilagojen terenu. Na severni strani so administativni prostori, ki jih na dvorišču obdaja tlakovano dvorišče. Stolp ločuje dva dela dzonga in sicer administrativnega in samostan. V drugem delu je velik kip guruja Rinpočeja, pred katerim se odvija festival tšeču v jeseni vsako leto. Vangdue dzong ima 14 templjev in t.i. kuenrey – zbirno dvorano za menihe. 
- Dvorišče upravnega območja
- Dvorišče s stolpom utse v ozadju
- Meniško dvorišče
- Stenska slika, ki predstavlja guru Rimpočeja